# Live+1
Live+1 è un live album dei Frehley's Comet, pubblicato nel 1988 per l'etichetta discografica Megaforce Records.

## Tracce
1. Rip It Out (Frehley, Kelly, Kelly) 4:34
2. Breakout (Frehley, Carr, Scarlett) 7:32
3. Something Moved (Howarth) 3:57
4. Rocket Ride (Frehley, Delaney) 4:34 (Cover del brano dei Kiss)
5. Words Are Not Enough [studio] (Frehley, Keneally) 3:25

## Formazione
- Ace Frehley - voce, chitarra
- Tod Howarth - chitarra, tastiere, voce
- John Regan - basso, cori
- Anton Fig - batteria, percussioni